# Georg Lenzen

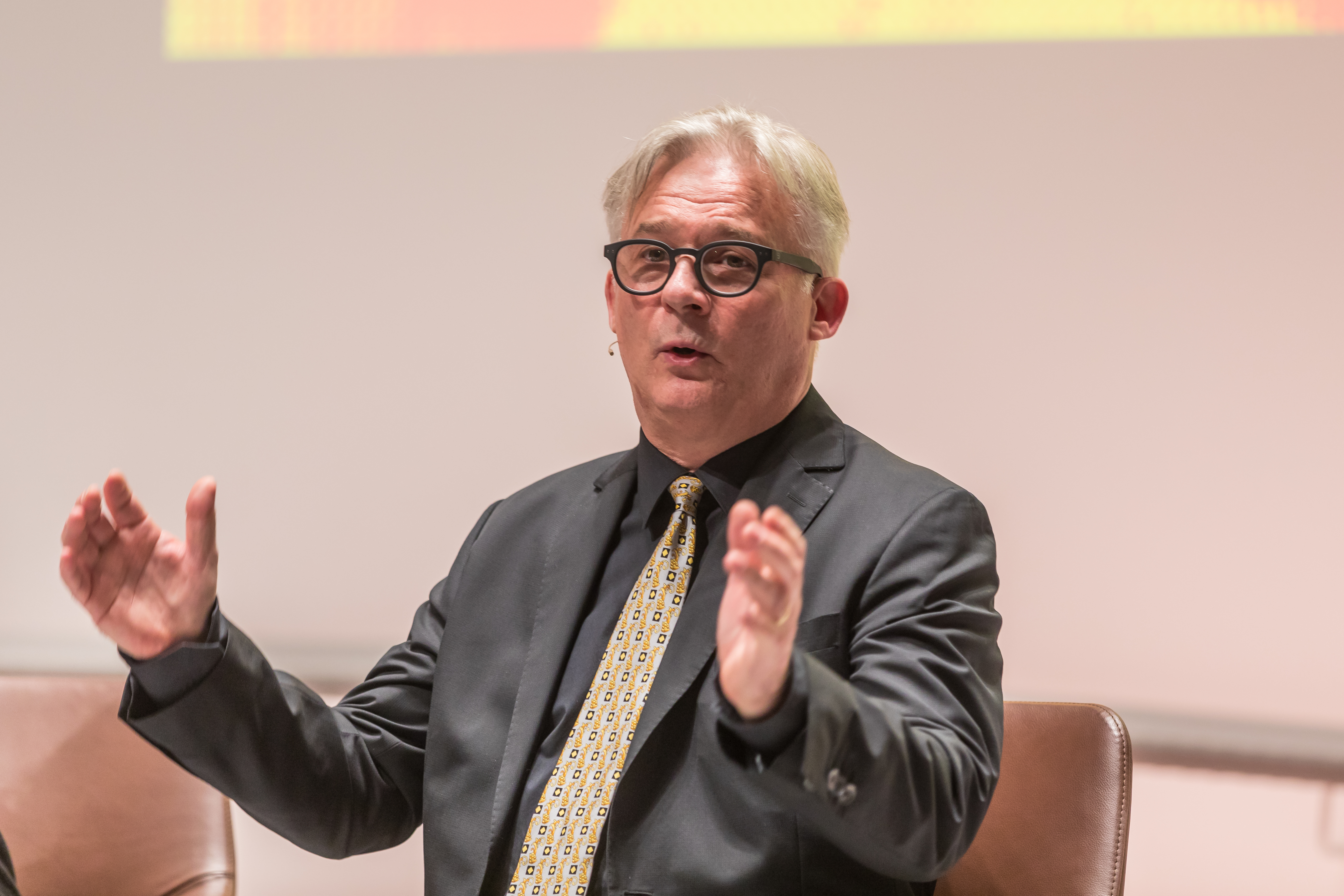
Georg Lenzen, 2024

Georg B. Lenzen (* 1966) ist ein deutscher Schauspieler.

## Leben
Aufgewachsen am linken Niederrhein, absolvierte Georg Lenzen von 1991 bis 1994 seine Schauspielausbildung am Theater der Keller in Köln. Sein Bühnendebüt gab er unter der Regie von Willy Millowitsch am Millowitsch-Theater (1994). Dort spielte er auch ensuite in der Komödie „Sein oder Nichtsein“ die Rolle des 'Josef Tura' an der Seite von Dirk Bach (2008). Mit der Uraufführung von Tilman Strasser „Der Unbeugsame – der Widerstand des Karl Küpper“ war Lenzen 2022 ein drittes Mal an die Kölner Traditionsbühne. In dem Stück übernahm er die Rolle des Antagonisten und spielte den Funktionär 'Thomas Liessem'. Er war Ensemblemitglied unter anderem an den Stadttheatern Düsseldorf, Koblenz, Essen und Wuppertal. In Köln ist Georg Lenzen aktiv der Freien Theaterszene verbunden. Als Gründungsmitglied des Rose-Theegarten-Ensemble (1999) war er mit verschiedenen Produktionen für den Kölner Theaterpreis nominiert.
Mit seiner Leidenschaft für das Kölsche Brauchtum entwickelte er an der Rednerschule des literarischen Komitees die Kunstfiguren 'Manni et Kehrmännchen' und den 'Klüngelbruder Bruno Blankoscheck'; letzterer war angelehnt an seine Rolle des Kommunalpolitikers 'Bätes' aus der vielgespielten Realsatire „Köln ist Kasse“ von Heinrich Pachl (Uraufführung 2006 im Theater im Bauturm).
Seit 2013 ist Lenzen beim Hänneschen-Theater als Regisseur, Autor und Puppenspieler beschäftigt. In Kooperation mit dem Festkomitee Kölner Karneval realisierte er als verantwortlicher Set-Regisseur die erfolgreiche WDR-Produktion des „ausgefallensten“ Kölner Rosenmontagszuges als Puppenspiel (2021). Im selben Jahr wurde er vom Gürzenich-Orchester für die Produktion „Der Nussknacker“ in Kölscher Mundart als Librettist und Sprecher verpflichtet.
Georg Lenzen ist verheiratet mit der Schauspielerin Silke Natho; gemeinsam spielen die beiden in den Bühnenproduktionen „Antichrist“ von Lars von Trier und „Mata Hari“ von Tony Dunham". Vor der Kamera agierten sie zusammen mit ihrem Sohn Orlando Lenzen für den ARD-Film Plötzlich Onkel (2009).
Neben dem Theater wirkt Georg B. Lenzen als Darsteller in Film- und Fernsehproduktionen sowie als Sprecher in Hörspielen mit.

## Filmografie
- 1994: Die Wache (Fernsehserie, 1 Episode)
- 1995: Unter uns (Fernsehserie, 2 Episoden)
- 1996: Klinik unter Palmen (Fernsehserie, 1 Episode)
- 1998: Das Trio
- 1998: Balko (Fernsehserie, 1 Episode)
- 2001: Familie Heinz Becker (Fernsehserie, 1 Episode)
- 2001: Die Wache (Fernsehserie, 1 Episode)
- 2006: Mein Leben & Ich (Fernsehserie, 1 Episode)
- 2007: Die Anruferin (Fernsehfilm)
- 2007: Teufelsbraten (Fernsehfilm, Zweiteiler)
- 2009: Ein Fall für zwei (Fernsehserie, 1 Episode)
- 2010: Jabhook (Webserie, 1 Episode)
- 2011: Pastewka (Fernsehserie, 1 Episode)
- 2011: Verbotene Liebe (Fernsehserie, 1 Episode)
- 2012: Die LottoKönige (Fernsehserie, 1 Episode)
- 2012: Konrad Adenauer – Stunden der Entscheidung (Fernsehfilm)
- 2013: Heldt (Fernsehserie, 1 Episode)
- 2013: Heiter bis tödlich: Zwischen den Zeilen (Fernsehserie, 1 Episode)
- 2013: Notruf Hafenkante (Fernsehserie, 1 Episode)
- 2013: Helden – Wenn dein Land dich braucht (Fernsehfilm)
- 2014: Tatort: Der Hammer (Fernsehreihe)
- 2014: Der letzte Bulle (Fernsehserie, 1 Episode)
- 2015: Gomorrha (Fernsehserie)
- 2016: Alarm für Cobra 11 – Die Autobahnpolizei (Fernsehserie, 1 Episode)
- 2017: Comedy Rocket (Fernsehserie, 1 Episode)
- 2020: Unter uns (Fernsehserie, 2 Episoden)
- 2022: Wilsberg: Schmeckt nach Mord (Fernsehreihe)
- 2024: Lass dich überwachen!
- 2024: Für alle Fälle Familie (Fernsehserie, 1 Episode)

## Hörspiele (Auswahl)
- 1995: Michael Dibdin: Der Rattenkönig (1. Teil: Im Sinne der Familie) (Sprecher: Lapucci) – Regie: Thomas Werner (Hörspielbearbeitung, Kriminalhörspiel – WDR)
- 2000: Jay Williams: Als das Wünschen noch geholfen hat ... (Tausendundein Märchen im WDR): Petronella (Übersetzung aus dem amerikanischen Englisch) – Bearbeitung und Regie: Uwe Schareck (Hörspielbearbeitung, Kurzhörspiel, Kinderhörspiel –WDR)
- 2004: Hannes Lindemann: Ich musste zum Wassertropfen werden. Mit dem Faltboot über den Atlantik (Sprecher) – Bearbeitung, Komposition und Regie: Georg Roloff (Hörspielbearbeitung, Kinderhörspiel, Dokumentarhörspiel – WDR)
- 2005: Wilm ten Haaf: Die Reise nach Braunschweig (4. Teil: Theatre di Milano) (Sprecher: Hans Koog) – Regie: Frank-Erich Hübner (Original-Hörspiel, Kinderhörspiel – WDR)
- 2005: Patricia Highsmith: Tiefe Wasser (3 Teile) (Sprecher: Mr. Cassell) – Bearbeitung und Regie: Martin Zylka (Hörspielbearbeitung, Kriminalhörspiel – WDR)
- 2008: Peter Steinbach: Vaterland (3. und 4. Teil: Das lettische Mädchen (1 und 2)) (Sprecher: Diverse Rollen 4) – Regie: Claudia Johanna Leist (Originalhörspiel – WDR)
- 2009: Georg Roloff: Expedition zur Wiege der Menschheit (2 Teile) (Sprecher) – Regie: Georg Roloff (Originalhörspiel, Kinderhörspiel – WDR)